# Liste der Mitglieder des norwegischen Sametings (2021–2025)

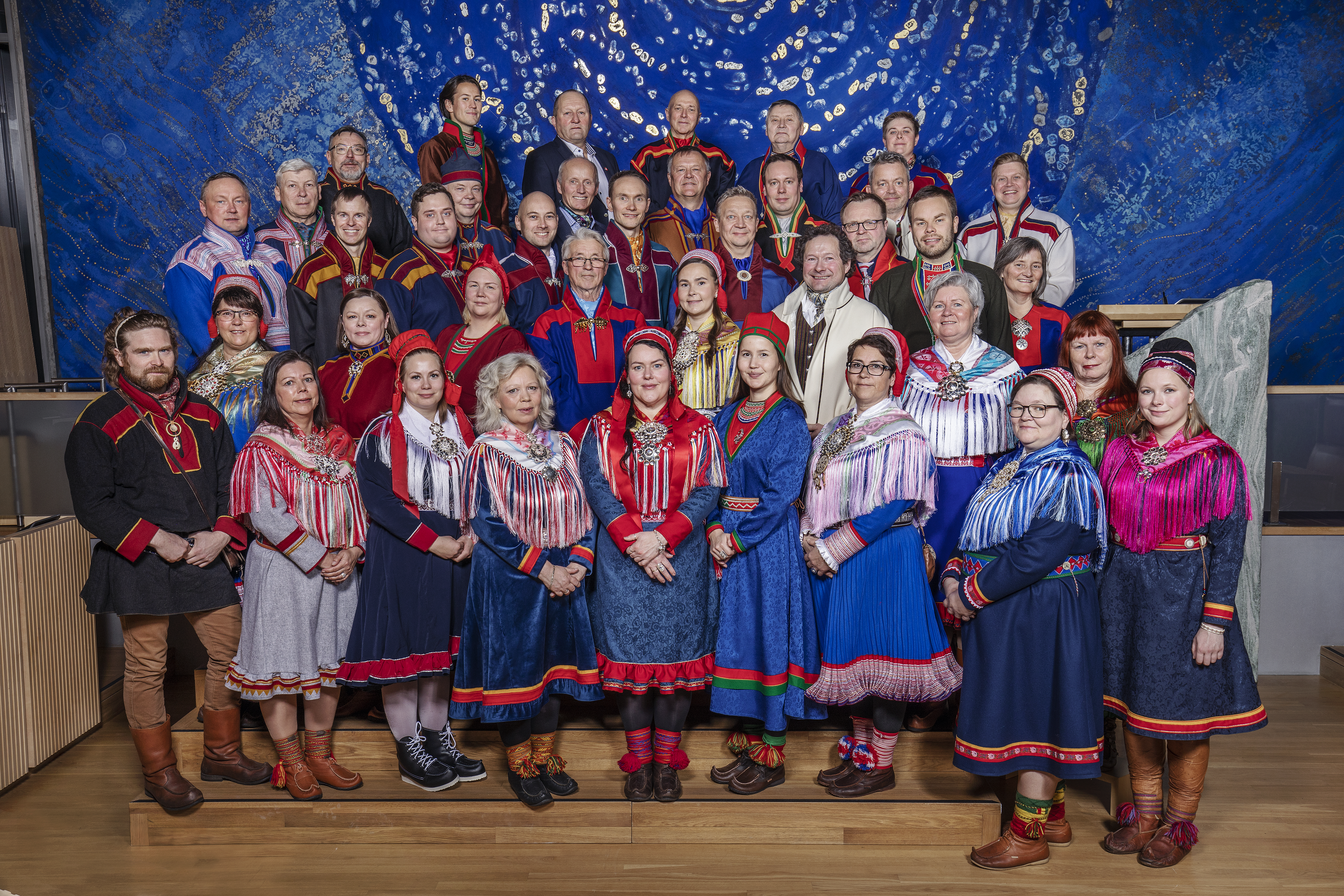
Abgeordnete der Periode 2021–2025

Diese Liste gibt einen Überblick über alle Mitglieder des norwegischen Sametings, des Parlamentes der Samen in Norwegen, die bei der Sametingswahl 2021 gewählt wurden. Die Legislaturperiode dauert bis Herbst 2025 an. Dem Parlament gehören 39 Abgeordnete an.

## Zusammensetzung
Nach der Sametingswahl am 13. September 2021 setzte sich das Parlament wie folgt zusammen:
| Partei | Partei                    | Mandate |
| ------ | ------------------------- | ------- |
|        | Norske Samers Riksforbund | 17 a)   |
|        | Nordkalottfolket          | 9       |
|        | Arbeiderpartiet           | 7 b)    |
|        | Senterpartiet             | 3       |
|        | Fremskrittspartiet        | 1       |
|        | Samefolkets Parti         | 1       |
|        | Flyttsamelista            | 1       |
| gesamt | gesamt                    | 39      |

Anmerkungen

## Abgeordnete
Das Parlament setzt sich aus 39 Abgeordneten zusammen. Mitglieder des Sametingsråd werden von sogenannten Vararepresentanten, also Ersatzabgeordneten, vertreten. Diese kandidierten bei der Wahl für die gleiche Partei im gleichen Wahlkreis wie die vertretene Person, zogen jedoch nicht direkt ins Parlament ein.
| Bild                                               | Name                             | Partei/Wahlliste          | Wahlkreis           | Vertretung                               | Bemerkungen |
| -------------------------------------------------- | -------------------------------- | ------------------------- | ------------------- | ---------------------------------------- | --- |
| Foto eines Mannes in samischer Tracht              | Runar Myrnes Balto               | Norske Samers Riksforbund | Gáisi valgkrets     | Sara Katrine Aleksandersen               | Mitglied im Sametingsrådet |
| Foto eines Mannes in samischer Tracht              | Niillas Beaska                   | Norske Samers Riksforbund | Østre valgkrets     |                                          | |
| Foto einer Frau in samischer Tracht                | Berit Marie Eira                 | Flyttsamelista            | Ávjovárri valgkrets |                                          | Mitglied im Sametingsrådet (Juni 2023–August 2024)                                                                                        |
| Foto eines Mannes in samischer Tracht              | Hans Ole Eira                    | Senterpartiet             | Ávjovárri valgkrets | Kirsten Inger Anti (bis Juni 2023)       | Mitglied im Sametingsrådet (bis Juni 2023)                                                                                                |
| Foto eines Mannes in samischer Tracht              | Mathis Nilsen Eira               | Norske Samers Riksforbund | Ávjovárri valgkrets |                                          | |
| Foto einer Frau in samischer Tracht                | Elisabeth Erke                   | Senterpartiet             | Østre valgkrets     |                                          | Mitglied im Sametingsrådet (seit August 2024)                                                                                             |
| Foto einer Frau in samischer Tracht                | Ann-Elise Finbog                 | Samefolkets Parti         | Sør-Norge valgkrets |                                          | |
| Foto eines Mannes in samischer Tracht              | Jørn Are Gaski                   | –                         | Sør-Norge valgkrets |                                          | für die Arbeiderpartiet ins Parlament gewählt                                                                                             |
| Foto einer Frau in samischer Tracht                | Aili Guttorm                     | Norske Samers Riksforbund | Sør-Norge valgkrets |                                          | |
| Foto einer Frau in samischer Tracht                | Ingvild M. L. Halvorsen          | Nordkalottfolket          | Østre valgkrets     |                                          | |
| Foto eines Mannes in samischer Tracht              | Arild Pettersen Inga             | Arbeiderpartiet           | Vesthavet valgkrets |                                          | |
| Foto einer Frau in samischer Tracht                | Maja Kristine Jåma               | Norske Samers Riksforbund | Sørsamisk valgkrets | Kristin Sara                             | Mitglied im Sametingsrådet |
| Foto eines Mannes in samischer Tracht              | Ulf Tore Johansen                | Nordkalottfolket          | Sør-Norge valgkrets |                                          | |
| Foto eines Mannes in samischer Tracht              | John Kappfjell                   | Arbeiderpartiet           | Sørsamisk valgkrets |                                          | |
| Foto einer Frau in samischer Tracht                | Toril Bakken Kåven               | Nordkalottfolket          | Nordre valgkrets    |                                          | |
| Foto eines Mannes                                  | Knut Einar Kristiansen           | Nordkalottfolket          | Ávjovárri valgkrets |                                          | |
| Foto eines Mannes in samischer Tracht              | Eirik Larsen                     | Norske Samers Riksforbund | Vesthavet valgkrets | Ann Karin Kvernmo                        | politischer Berater des Sametingsråds |
| Foto einer Frau in samischer Tracht                | Vibeke Larsen                    | Nordkalottfolket          | Vesthavet valgkrets |                                          | |
| Foto eines Mannes in samischer Tracht              | Svein Oddvar Leiros              | Senterpartiet             | Gáisi valgkrets     |                                          | |
| Foto eines Mannes in samischer Tracht              | Ole-Henrik Bjørkmo Lifjell       | Norske Samers Riksforbund | Sørsamisk valgkrets |                                          | |
| Foto eines Mannes in samischer Tracht              | Øyvind Lindbäck                  | Nordkalottfolket          | Ávjovárri valgkrets |                                          | |
| Foto eines Mannes in samischer Tracht              | Mikkel Eskil Mikkelsen († 2025)  | –                         | Vesthavet valgkrets | Mathias Eilert Olsen (bis November 2024) | - Mitglied im Sametingsrådet (bis November 2024) - für den Norske Samers Riksforbund ins Parlament gewählt - verstarb am 13. Februar 2025 |
| Foto eines Mannes in samischer Tracht              | Piera Heaika Muotka              | Norske Samers Riksforbund | Sør-Norge valgkrets |                                          | |
|                                                    | Silje Karine Muotka              | Norske Samers Riksforbund | Nordre valgkrets    | Per Johnny Persen Sara                   | Sametingspräsidentin |
| Foto eines Mannes in samischer Tracht              | Tor Gunnar Nystad                | Norske Samers Riksforbund | Sør-Norge valgkrets |                                          | |
| Foto eines Mannes in samischer Tracht              | Henrik Olsen                     | Norske Samers Riksforbund | Gáisi valgkrets     |                                          | |
| Foto eines Mannes in samischer Tracht              | Per Mathis Oskal                 | Arbeiderpartiet           | Gáisi valgkrets     |                                          | |
|                                                    | Lisa Marit Pentha-Stavsøien      | Norske Samers Riksforbund | Sørsamisk valgkrets |                                          | |
| Foto eines Mannes in samischer Tracht              | Kjetil Romsdal                   | Nordkalottfolket          | Nordre valgkrets    |                                          | |
| Foto einer Frau in samischer Tracht                | Ann-Britt Eira Sara              | Arbeiderpartiet           | Ávjovárri valgkrets |                                          | |
| Foto eines Mannes in samischer Tracht              | Jovna Vars Smuk                  | Norske Samers Riksforbund | Østre valgkrets     |                                          | |
| Foto eines Mannes in samischer Tracht              | Tom Sottinen                     | Arbeiderpartiet           | Østre valgkrets     |                                          | |
|                                                    | Helén Storelv-Rabone             | Norske Samers Riksforbund | Vesthavet valgkrets |                                          | |
|                                                    | Maren Benedicte Nystad Storslett | Norske Samers Riksforbund | Ávjovárri valgkrets |                                          | Mitglied im Sametingsrådet (seit November 2024)                                                                                           |
| Foto eines Mannes in Anzug und mit Parteianstecker | Arthur Tørfoss                   | Fremskrittspartiet        | Nordre valgkrets    |                                          | |
| Foto einer Frau in samischer Tracht                | Sylvi Pedersen Vatne             | Nordkalottfolket          | Gáisi valgkrets     |                                          | |
| Foto einer Frau in samischer Tracht                | Gry Hege J. Warth                | Nordkalottfolket          | Nordre valgkrets    |                                          | |
| Foto einer Frau in samischer Tracht                | Sandra Márjá West                | Norske Samers Riksforbund | Gáisi valgkrets     |                                          | |
| Foto eines Mannes in samischer Tracht              | Ronny Wilhelmsen                 | Arbeiderpartiet           | Nordre valgkrets    |                                          | |